# Lamont (Oklahoma)
Lamont – miasto w Stanach Zjednoczonych, w stanie Oklahoma, w hrabstwie Grant.